# Voltor de l'Himàlaia
El voltor de l'Himàlaia (Gyps himalayensis) és un típic voltor del Vell Món, per tant un gran rapinyaire d'hàbits necròfags, de la família dels accipítrids (Accipitridae). El seu estat de conservació es considera gairebé amenaçat.
Se' considera molt pròxim al voltor comú (Gyps fulvus).

## Morfologia
- Els adults fan 103 - 130 cm de llargària, amb una envergadura de 260 - 310 cm i un pes de 8 - 12 kg.[5]
- Aspecte molt semblant al voltor comú, però més gran, essent el segon voltor del Vell Món més gros, únicament per darrere del voltor negre.

## Hàbitat i distribució
Viu a les muntanyes de l'Àsia central, criant en cingleres i penya-segats, al nord del Pakistan i de l'Índia, el Nepal, Bhutan, Tibet, oest de la Xina i el Pamir.

## Reproducció
Aquests voltors, majoritàriament sedentaris, viuen en colònies laxes. Ponen un únic ou.

## Alimentació
Com altres voltors és un carronyaire que s'alimenta principalment de restes d'animals morts que cerquen a les muntanyes i zones obertes.